# 吳佩芳
吳佩芳（？—），籍貫廣東陸豐，香港公務員，兒童文學作家，華文微型小說學會會員。

## 生平
吳佩芳現職公務員，曾獲得國際和平年徵文大賽冠軍及氣象與傳播徵文比賽優異獎。

## 作品
- 小說：
  - 《雨中花》
  - 《輪流轉》
  - 《跳出孤獨》
  - 《笨豬跳》
  - 《幸運的風鈴》